# Костел Пресвятої Трійці (Хмільник)

## Історія
Парафія Пресвятої Трійці міста Хмільника була створена в 1604 році. У той же час був побудований і перший дерев'яний храм. Розташовувався він на тому ж місці, де й сучасна будівля костелу. Побудови храм 1603 року. Також відомо з джерел, що існувала католицька спільнота в нашому місті ще в кінці 1560-их років. Консекровано (освячено) храм було кам’янецьким єпископом Павлом II (Павлом Волуцьким) 1604 року на свято Пресвятої Трійці. На жаль, не зосталось будь яких документів про першого настоятеля храму. Під час перебування татар на Поділлі (1672-1699), будівля костелу повністю була зруйнована. 
Спочатку костел було відновлено в дереві, а згодом зведено і кам’яний. Датується ця подія по різному. Польські джерела вказують на 1728 рік (z muru odnowiony 1728, na miejscu dawnego z roku 1603), а російські пишуть, що «приходской католический костёл, каменный в 1775 году бывшим вотчинным владельцем, старостою хмельницким графом Оссолинским начатый, и в 1802 году села Сандраки помещиком Михаилом Залевским совершенно окончен». Проте всі джерела вказують на те, що храм вдруге було освячено 1826 року єпископом кам’янецьким Мацкевичем (Франц Боргіаш Лука Мацкевич). Це була мурована будівля, наполовину кам'яна, з двома вежами, покрита бляхою. У такому вигляді костел існував до 40-х років 19-го століття. Аж поки графиня Іванівська, курилівська поміщиця, надала йому більш ошатного вигляду. Біля костелу була збудована каплиця, яка знаходилась на кладовищі.  
У другій половині 18 століття, життя хмільничан покращилось. Костел був реставрований, розширений і 1728 року та переосвячений (реконсекрований) під назвою Усікновення голови Івана Хрестителя. 
Тому парафія має два свята це: Пресвятої Трійці та Усікновення голови Івана Хрестителя. З 1740 року у костелі стали вести метричні книги латиною. Записувалися акти хрещення, шлюбів, поховань. У 1774 року Станіслав Август, який отримав від Речі Посполитої право на вічне тутешнє староство, подарував костел отцю Юзефу Понятовському. У 1795 року хмільницьке староство було подаровано царицею Катериною II у спадщину графу Олександру Безбородьку з населенням 6070 чоловік. Російські джерела вказують, що на час приєднання Поділля до Росії, парафія нараховувала 3729 віруючих. В 1802 року за кошти Михайла Залевського костел був відновлений. 
Надалі велику роль у розвитку католицтва відіграли місіонери. У 1830 року відбулось польське повстання. Проте будівля костелу не постраждала. Земля ж, що належала костелу, була віддана в державну казну. Протягом 50-70-их років 19 століття, проводились роботи з реставрації та добудови святині. Також було добудовано два бічні вівтарі у храмі. Будівля костелу була побудована в стилі тосканського бароко. 
У костелі за 400 років існування було охрещено десятки тисяч католиків. Це також як і відомі люди на той час, шляхта, так і бідні ремісники i хлібороби з діда-прадіда, люди «вільних професій» i військові, вчителі i священослужителі. У 1861 р. був охрещений відомий піаніст, філантроп, політик, перший прем'єр відновленої в 1918 році, Польщі - Ігнацій Ян Падеревський. 
На початку XX ст. опікуватися костелом почав римо-католицький настоятель ксьондз Юліан Рошкевич. Його рапорт свідчить про те, що будівля потребувала капітального ремонту, так як костел був у дуже занедбаному стані. Ремонтні роботи проводились за добровільні кошти парафіян. До власності костелу належало багато землі, будинків, які знаходились поблизу. Це будинки, де знаходяться сьогоднішні пошта, аптека. До костелу належала територія теперішнього базару, а також земля на вулиці Чайковського.  Навколо костелу росли великі дерева. Зовні на стінах були зображені Святі Апостоли Петро і Павло. Центральним образом був образ Пресвятої Трійці, який був заслонений. Відкривали ж його на Святу Службу. Під час процесії носили образи Ісуса і Марії. Зверху на костелі був хрест. У вікнах було кольорове скло. Центральний вхід у подвір'я костелу знаходився навпроти вхідних дверей. Великі сходи тягнулись аж до теперішньої аптеки. 
Після революції 1917 року, настали важкі часи, прихід комуністичної диктатури до влади. Заборонено було ходити до храмів. Храми були сплюндровані. Їх забирали в віруючих, знищували, перетворювали на клуби, стайні, хліви, заводи, фабрики. Багато священників та парафіян було репресовано і розстріляно. Багато вірних помирали мученицькою смертю. Однак і в той час були люди, котрі через хрест шукали спасіння. Це були жахливі 20-50 роки XX ст.  
У 1935 р. з 946 костьолів та капличок, що діяли у 1917 р., залишилось 30, а з 853 священослужителів – 16. Не менш як 300 католицьких єпископів та ксьондзів було розстріляно. Єдиною формою діалогу католиків з владою став допит в «органах». До 1937 р. були заарештовані всі католицькі священики, що не мали іноземного громадянства. Так, восени 1937 р. у внутрішній в’язниці Київського облуправління НКВС стратили ксьондза Стефана Квасневського – останнього в підрадянській Україні парафіяльного римо-католицького священика. Після настоятеля ксьондза Юліана Рошкевича костел діяв до 1937 року.  
Протягом цього важкого часу в парафії Пресвятої Трійці працювали такі священники: отець Юліан Діффембах, отець Чеслав Федорович, отець Юзеф Рошкевич, Юліан Рошкевич, отець Келюс Антоній, які також доїжали і до сусідніх великих парафій тодішнього Літинського деканату - Куманівці святого Івона - Війтівці та Скаржинці, Межирів, Уланів, Літин.
У 1937 року Костел Пресвятої Трійці в Хмільнику було зачинено комуністичною владою. Комуністи  зробили у костелі кузню, в якій працювали в'язні (репресовані). Вони ремонтували трактори. Зверху в костелі було покладено рейки і зроблено другий поверх, де жили репресовані, котрі там працювали.  Парафіяни переховували священну власність костелу: образи Марії за Ісуса, фігурку дитяти Ісуса, наражаючи себе на небезпеку бути спійманим в зберіганні реліквій та бути репресованими. Пізніше повернули в костел і поставили в бічні вівтарі. Незважаючи на те, що костел був закритий і віруючі переслідувались радянською владою, любов до Бога жила в думках людей.
Під час Другої світової війни костел був повернутий католикам. Німецькі священики відправляли Святу Службу в будинку біля костелу. Через три роки після повернення костелу парафіянам, в 1947 році, храм був відремонтований. Але ще не встигли просохнути фарби, як прийшов наказ засипати зерном приміщення костелу. На ранок біля костелу зібралось багато людей. Сюди ж з'явились і представники влади з райкому, райвиконкому та міліції. Біля костелу почалась «війна»: парафіяни закривали костел на свої замки, а влада на свої. Проте, попри опір парафіян, у чистий побілений костел було ввезено машинами зерно і зроблено зерносховище. Після цього парафіяни збирались на молитву на цвинтарі, а також здавали кошти на ремонт костелу. Вони неодноразово звертались до представників влади у Києві, Москві з проханням повернути костел. Незабаром прийшов наказ про повернення костелу парафіянам. Костел був очищений від зерна. На Пастерку люди вже молились у костелі. 
Ксьондза у парафії не було. До хмільницького костелу приїжджав брат - капуцин, отець Марцелій Високінський з Вінниці та ксьондз Антоній Хоміцький, отець Войцех Дажицький, отець Юзеф Кучинський, Бернард Міцкевич, отець Ян Ольшанський. з Полонного. Ернест Тиндира родом зі Сполучених Штатів Америки, за походженням - словак. Працював у нашій парафії 1953-1954 роки. Часто обслуговував він і інші парафії, в яких не було священників, у Браїлові, Жмеринці, Красному, Листопадівці.  
29 жовтня 1968 року настоятелем парафії став Ян Антонович Крапан. Йому приходилося ще працювати в складних громадсько-політичних умовах. Влада під тиском того, що відберуть храм, забороняла батькам приводити своїх дітей та молодь до храму.   
За керівництвом отця Яна Крапана, у 1974 році, в нашому костелі був поставлений на хорах орган, який працював до 2001 року. На жаль орган не зберігся на парафії, бо потребував великі кошти на ремонт, і був розібраний в жовтні 2011 року. Також за керівництвом отця Яна Крапана був проведений ремонт всередині храму. На стінах збереглися розписи початку XX століття.
У 1980 році, щоб створити враження релігійної свободи, влада дозволила відкрити зачинений костел святого Олександра в Києві. Настоятелем було запрошено Яна Антоновича Крапана. Йому на зміну прибув молодий священик – Леон Станіславович Дубравський. Він народився 1 серпня 1949 року у селі Дубровиці Житомирської області. У цьому ж році хрещений у храмі Св. Софії в Житомирі. 1978-1983 рр. – навчання в духовній семінарії у столиці Латвійської РСР Ризі. 31 серпня 1982 року вступив до ордену святого Франциска о. Бернардинів в Польщі. 29 травня 1983 року отримав рукоположення в Ризі. Упродовж 10 років (1983-1993) настоятель парафії у Хмільнику. 1993-1998 рр. – Кустош Кустодії св. Михаїла Архангела в Україні. 7 квітня 1998 року Святіший Отець Йоан Павло II назначив його єпископом-помічником Кам’янецької Дієцезії в Україні. А вже в 2003 році він є призначений єпископом ординарієм цієї ж дієцезії. Отцю Леону вже довелося працювати в умовах горбачовської перебудови, коли брутальне насилля і державно-атеїстичний розбій відійшли в минуле. Влада стала дозволяти такі речі, за які в минулому кидали до в’язниці або пускали кулю в потилицю. Незважаючи на переслідування, парафія розвивалась. Діти та молодь не боялися брати участь у парафіальному житті. Хоча й отець Леонід платив за це великі штрафи, а діти і молодь получали догану від своїх вчителів та на урочистих лінійках в школах були приниженими перед усією школою за те, що ходили до храму. За сприяння отця Леоніда Дубравського була збудована нова дзвіниця, катехетичне приміщення, гараж. Навколо костелу вирізали дерева і кущі й посадили туї.  
З 1985 року в парафії розпочали працю сестри із Згромадження Малих Сестер Непорочного Серця Марії (Гоноратки). Після державної праці в лікарні, і у швейному училищі сестри їздили по селах на катехезу, в будинках, виконували різні роботи при костелі. На даний час у нашій парафії працюють: сестра-органістка Зита Врона, сестра-катехит Людмила Миронюк.   
Парафію обслуговують дієцезійні священики. Парафія належить до Кам'янець-Подільської дієцезії.
З 1993 до 2006 року - Настоятель парафії отець Юзеф Кандефер. Вже в парафії діє систематична катехизація молоді та дітей. Духовний розвиток парафії в Хмільнику та на доїздових парафіях. Сприяння відпочинку молоді та дітей закордоном. Допомога багатьом парафіянам які перебували в скрутному становищі.  
З 2006 по 2012 р.р. - Настоятель - отець Анатолій Білоус. Ремонт храму з над двору. Ремонт храму в Скаржинцях, Жданівці.  
З 2012 по 2015 р.р. - Настоятель - отець Станіслав Вінярський.  
З 2015 по 2018 р.р. - Настоятель - отець Ярослав Рудий. Побудова храму в Уланові.  
З 2018 і по сьогоднішній день, настоятель - отець Олександр Бурмістров. Проведений ремонт підлоги у храмі, на дворі прокладена плитка навколо храму. Побудована нова котельня.  
Помічник настоятеля - отець Уго Гонсалес. Родом з Парагваю.

## Галерея

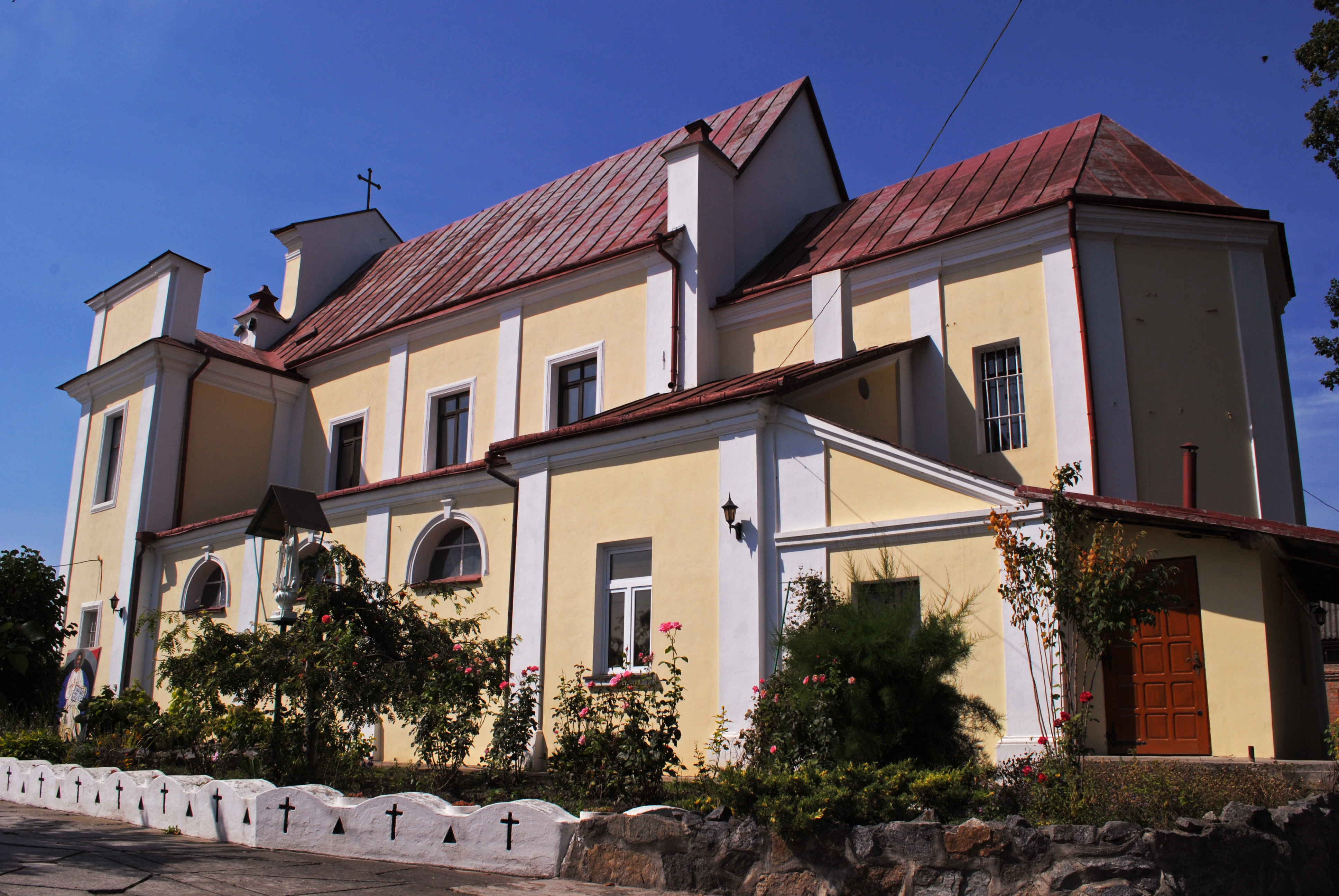
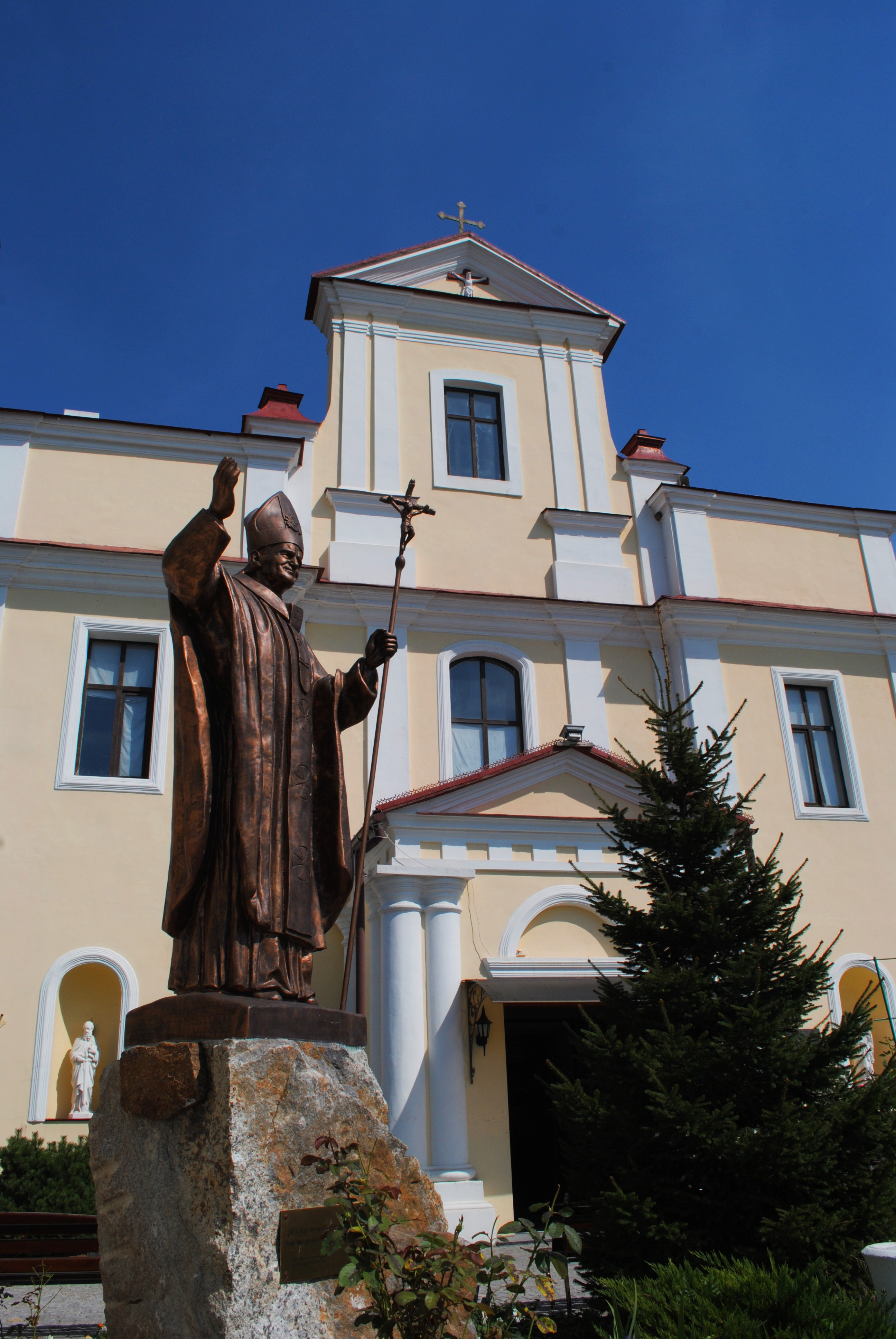
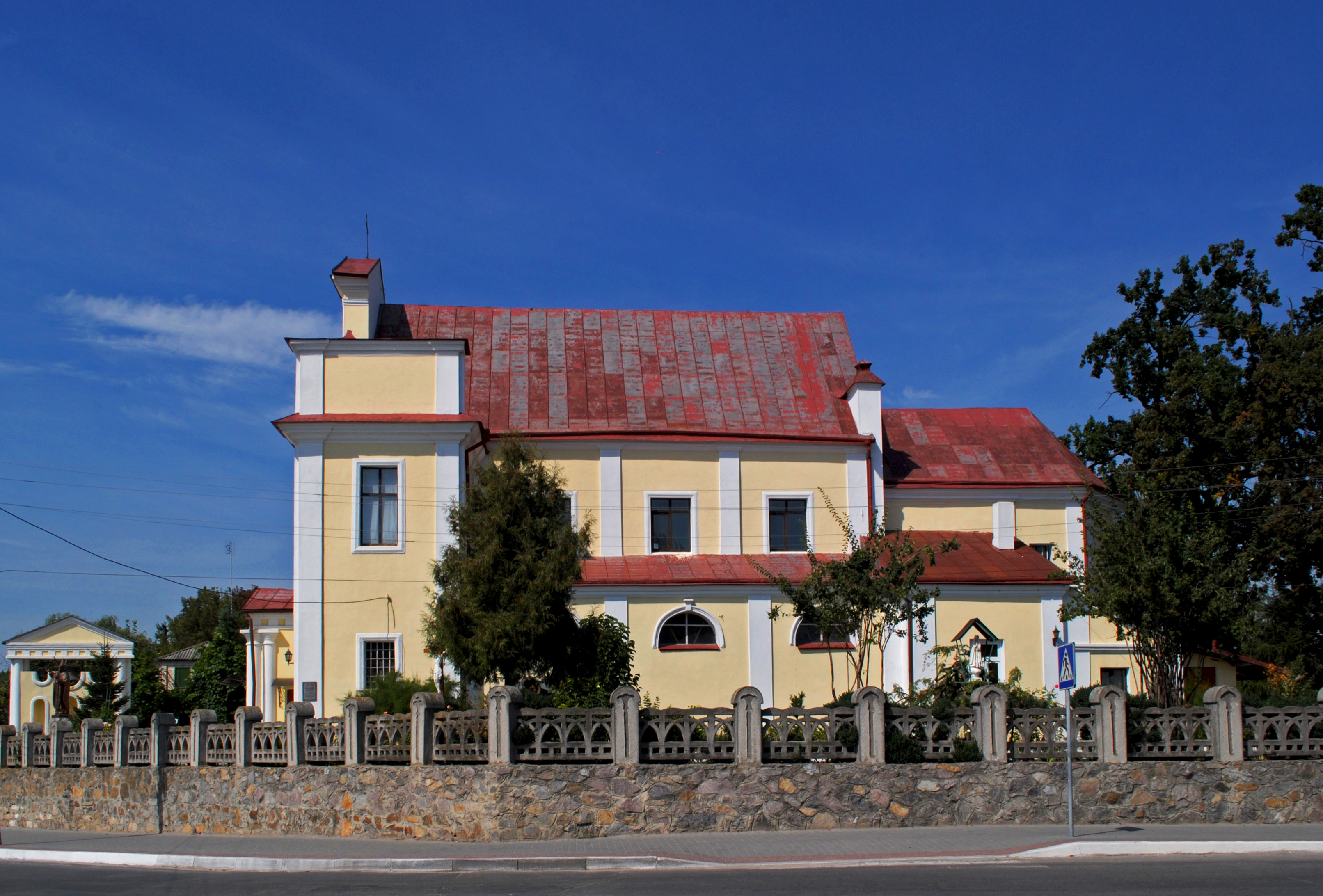
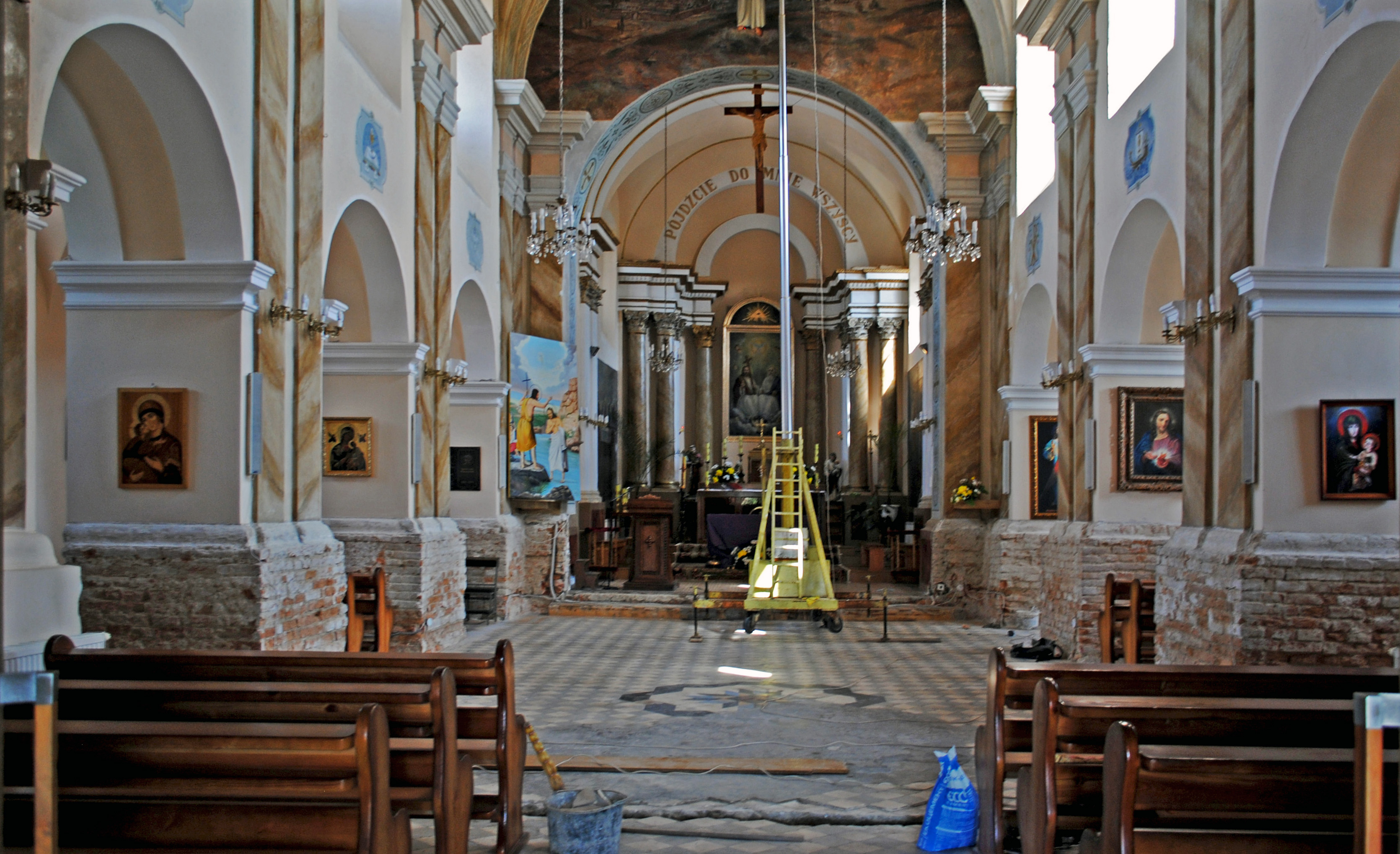
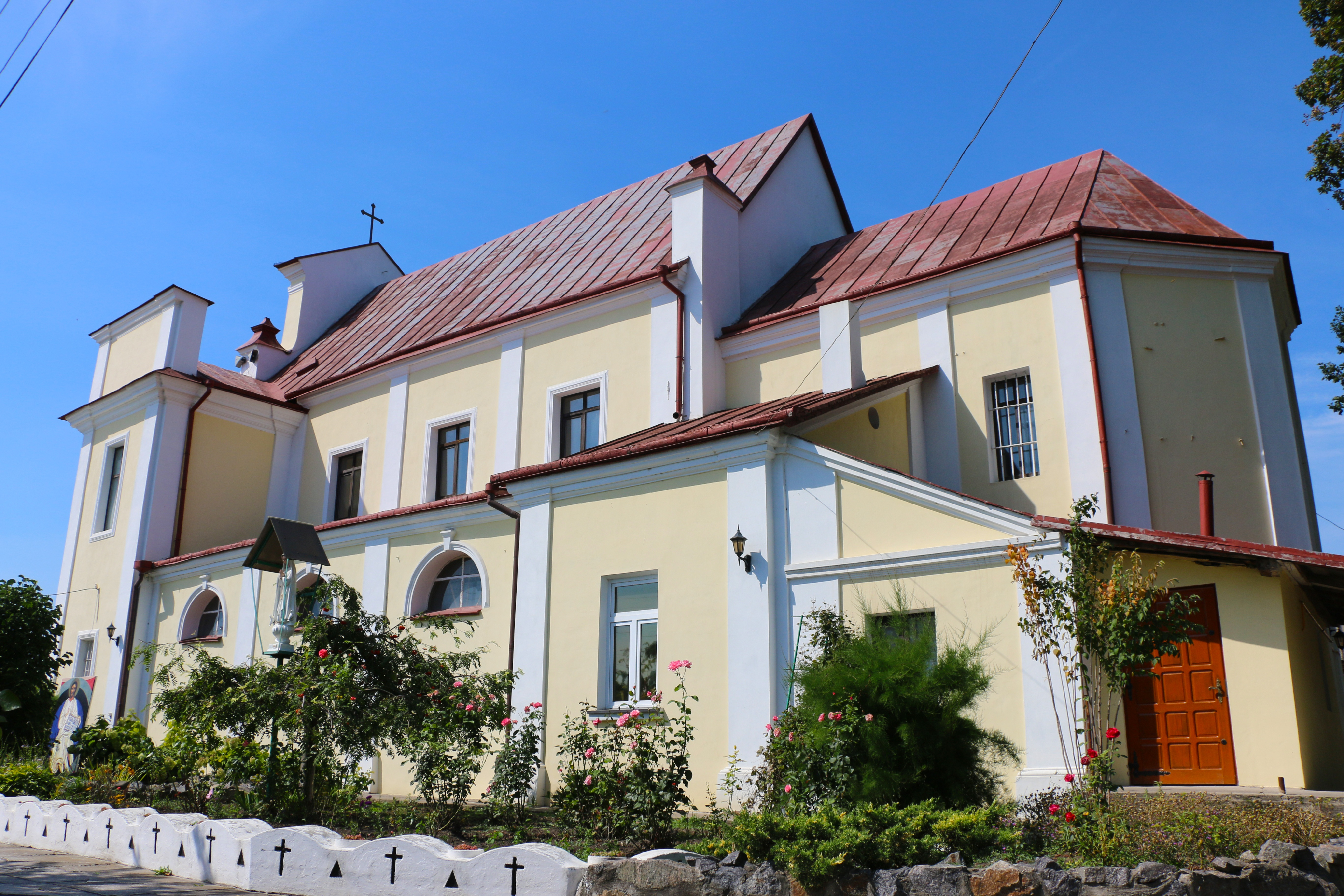
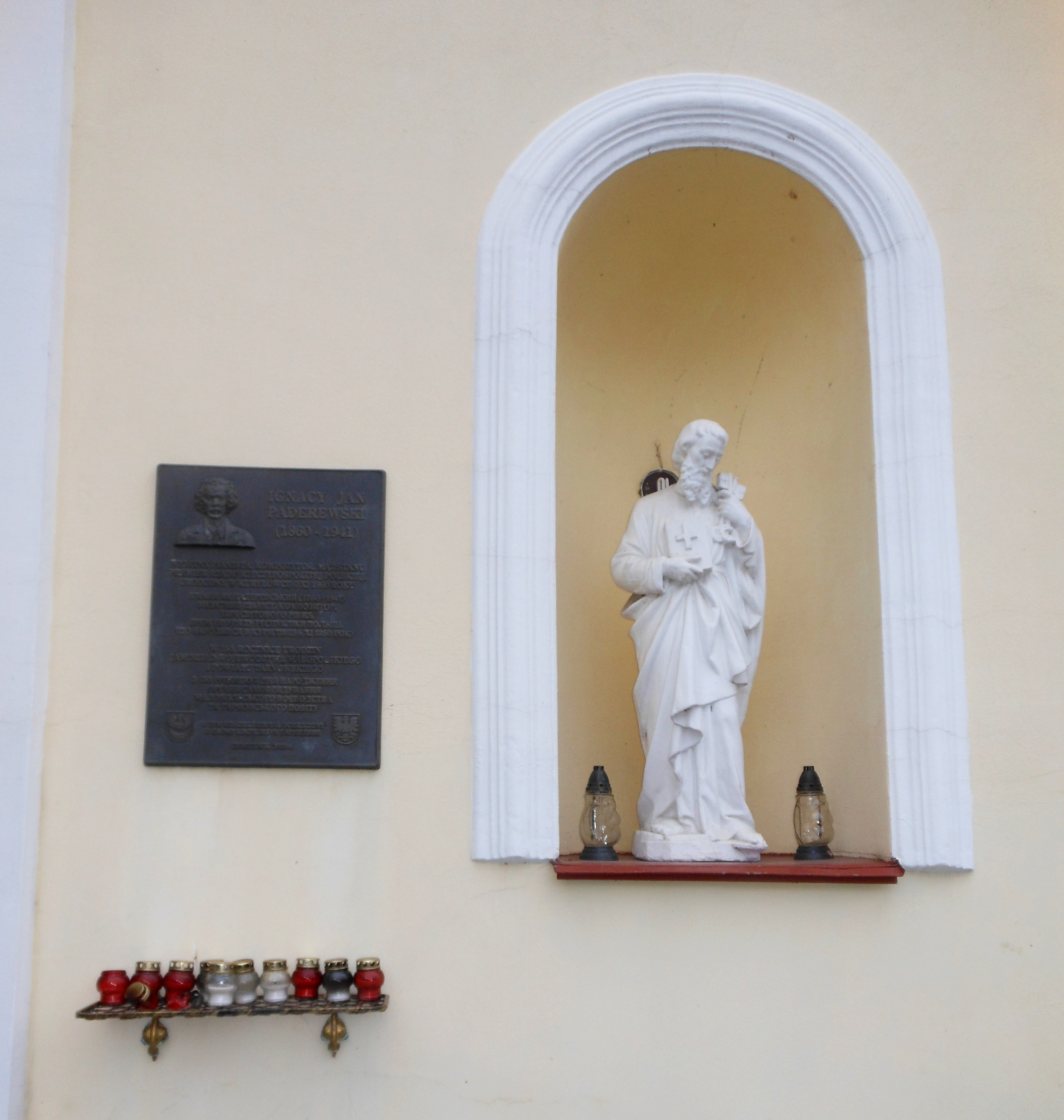
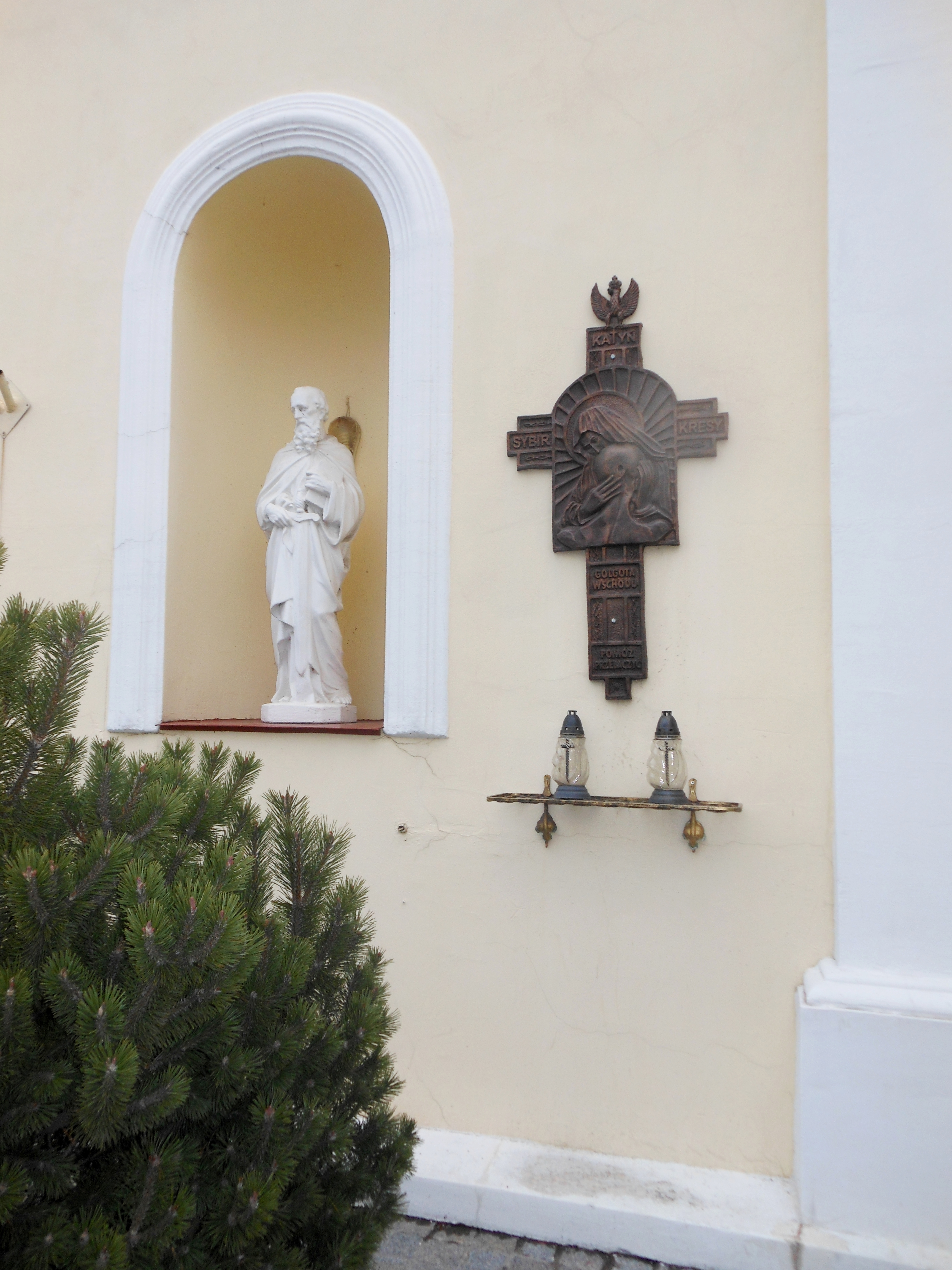
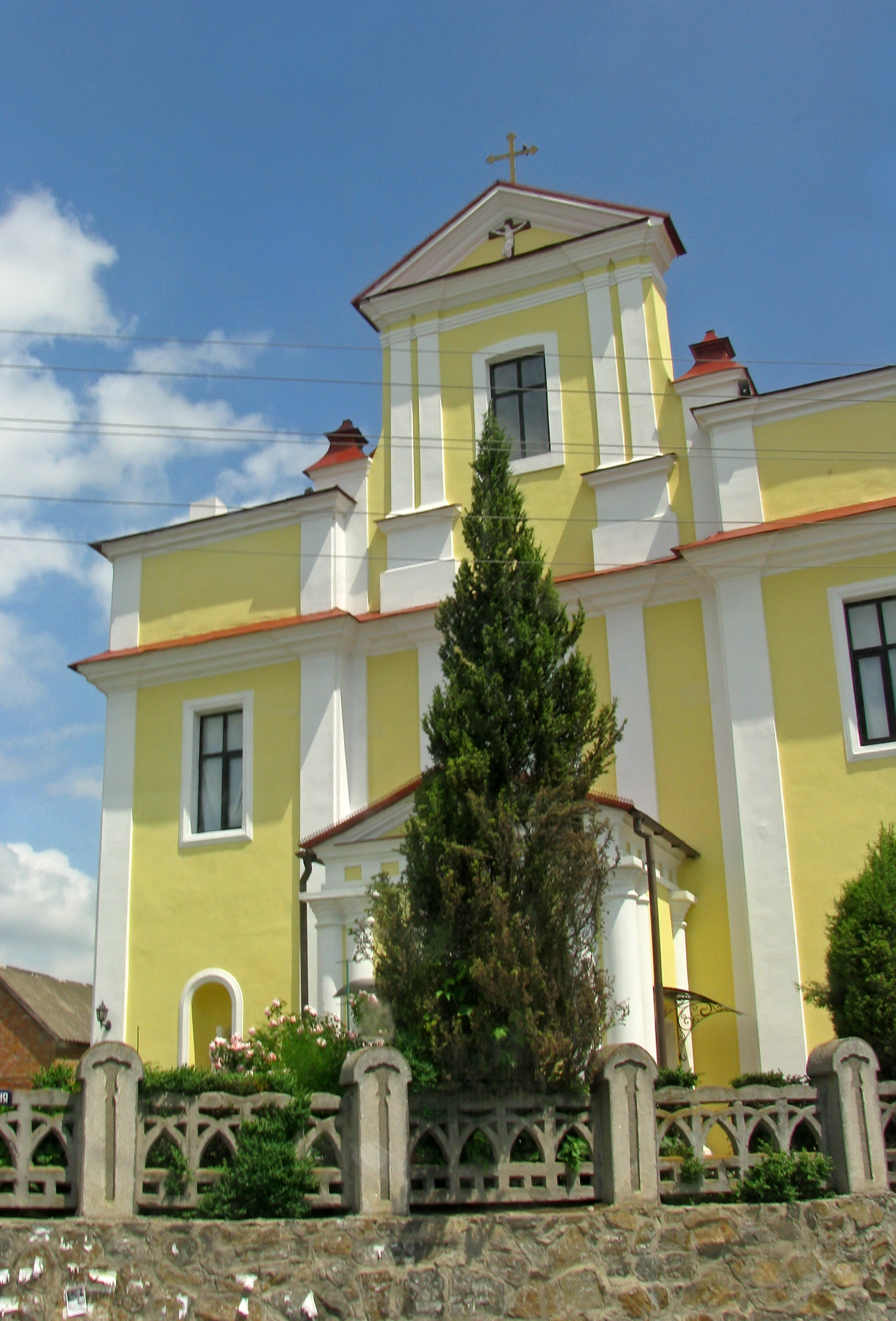
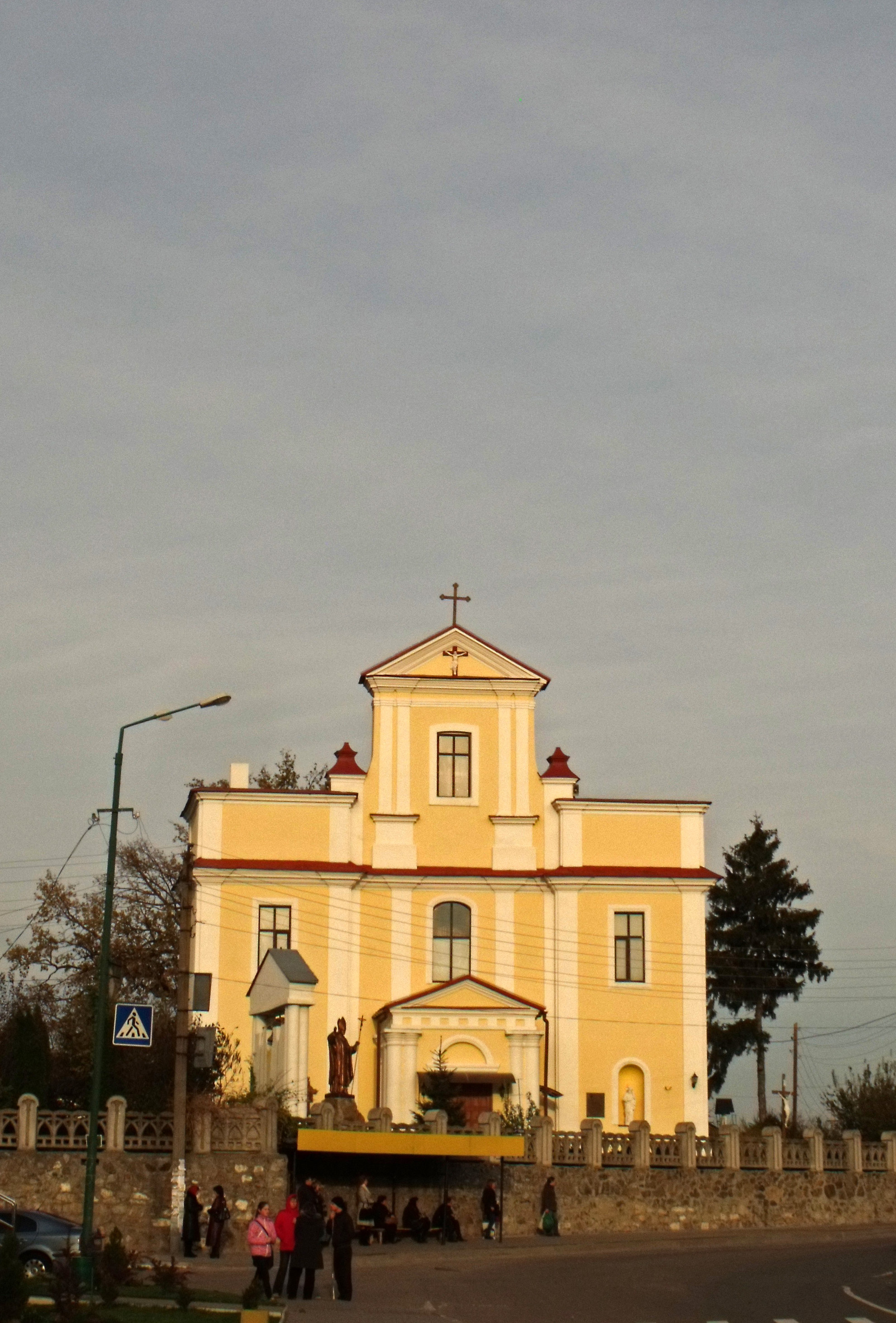
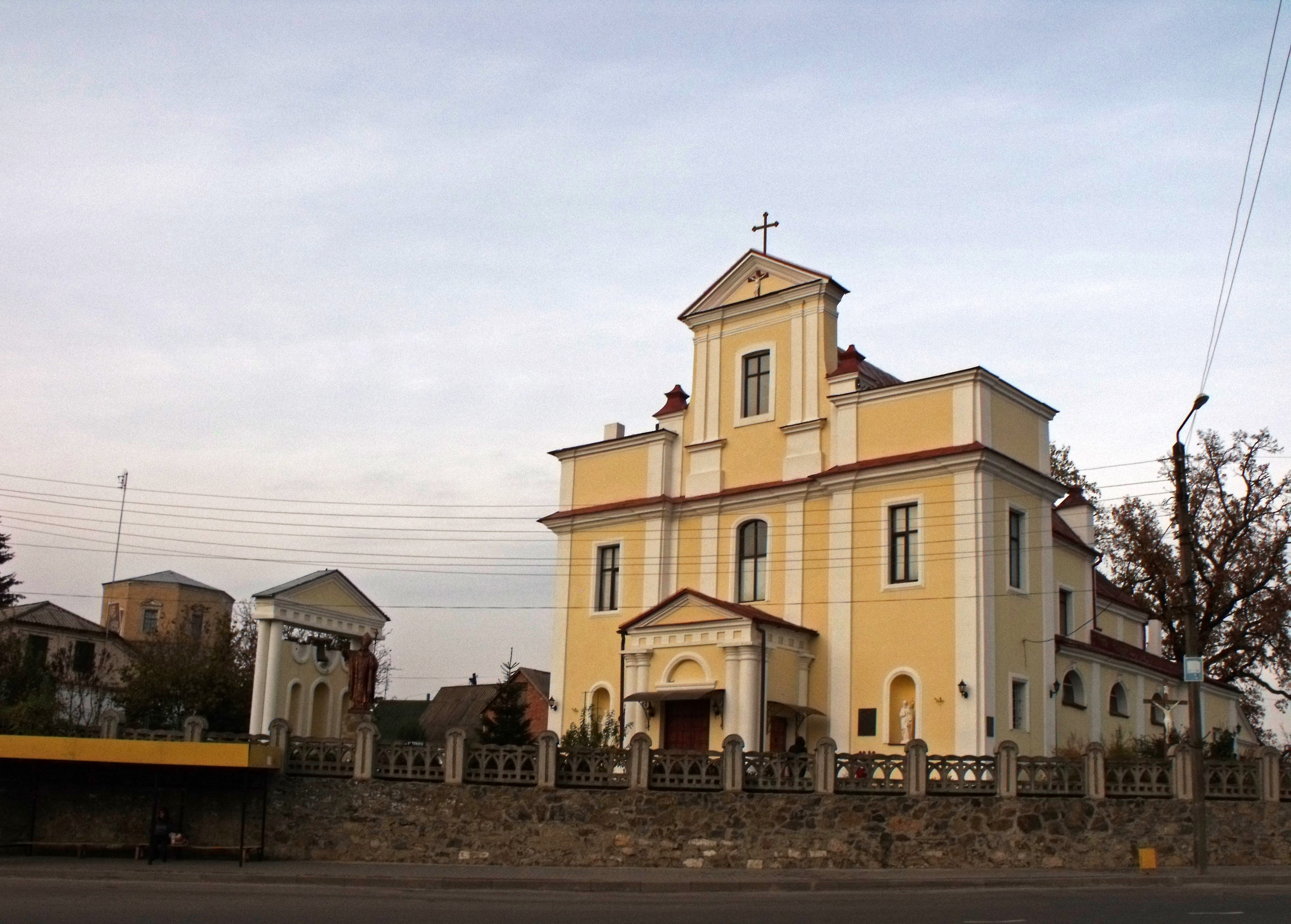